# Восточная коллекция
Восточная коллекция — ежеквартальный научно-популярный иллюстрированный журнал Российской государственной библиотеки (РГБ), выходивший в 1999—2015 гг.
Первый номер вышел в свет в 1999 году. В 2000 году не издавался. С 2001 года издавался регулярно в уточнённой концепции. Девиз — «Журнал для всех, кому интересен Восток». Печатал культурологические, исторические и религиоведческие статьи и эссе, архивные документы, очерки путешественников, обзоры интернет-ресурсов, представлял коллекции музеев, книжные собрания и отдельные издания, в том числе из фондов РГБ.
География публикаций: Россия, страны Азии и Северной Африки.
Постоянные разделы: Впечатление, Письмена, Страна Востока, Orientnet. Резюме на английском языке.
С 2011 года при журнале действовал клуб «Восточная коллекция». На клубных встречах авторы журнала «Восточная коллекция» рассказывали о своих исследованиях, путешествиях, открытиях в странах Востока. Ведущие — заместитель генерального директора РГБ, доктор философских наук профессор Е. В. Никонорова и главный редактор журнала А. А. Полещук.
Журнал не выходит с января 2016 года.

## Редакционный совет
Председатель — директор Института мировой литературы им. А. М. Горького РАН академик Александр Куделин.
Члены совета: Михаил Мейер, Марина Меланьина, Евгения Ванина, Наталия Жуковская, Татьяна Метакса, Александр Мещеряков, Виталий Наумкин, Екатерина Никонорова, Ирина Попова, Евгений Примаков, Михаил Титаренко, Дмитрий Фролов.

## Редакция
Главный редактор — Полещук, Александр Александрович
Члены редакции: Игорь Меланьин (заместитель главного редактора), Маргарита Амелина, Мария Колосова, Леонид Якимович